# Julien Navoigille
Pour les articles homonymes, voir Navoigille.
Joseph Julien Chevalier dit Julien Navoigille (ou Navoigille cadet), né à Givet vers 1749 et mort à Paris le 25 juillet 1831, est un musicien français.

## Biographie

### Carrière
Il emprunta son nom d'artiste à son frère Guillaume Navoigille dit Navoigille aîné, qu'il suivit dans ses emplois de chef d’orchestre.
Il a reçu des leçons de son frère et est parvenu à se faire une réputation par la netteté de son exécution. En l'absence de La Houssaye et de Mestrino, il conduisait l'orchestre du Théâtre de Monsieur où, jusqu'en 1792, il a été premier des seconds.
Il s'est produit, en même temps que son frère (et donc certainement dès 1794), au Théâtre de la « Pantomime nationale », devenu le Théâtre de la Cité-Variétés, jusqu'en 1798, date de la banqueroute de ce théâtre.

Selon François-Joseph Fétis, en 1841, qui parle de son frère Guillaume : 

« La banqueroute du directeur le laissa sans emploi et dans une situation peu fortunée. Lorsque Plantade fut choisi, en 1805, pour diriger la musique du roi de Hollande, il fit entrer dans la chapelle de ce prince ses amis Navoigille et son frère. On n'a plus eu de renseignemens sur ces artistes depuis lors. »

### Décès
La plupart de ses notices biographiques précisent qu'il est mort après 1811, c'est-à-dire après son frère Guillaume. En réalité il est décédé le 25 juillet 1831 au 22 rue Froidmanteau, à Paris, comme l'indique son inventaire après décès du 19 novembre 1831 dans les Minutes et répertoires du notaire Georges Champion (Paris) (Archives Nationales, Minutier Central, Étude LVI, 672). Il laissait pour unique héritière une fille, Marie Anne Chevalier dite Navoigille, admise comme aliénée à l'hospice de la vieillesse, femmes, (Hôpital de la Salpêtrière) le 23 juillet 1823.
- Jean-Baptiste-Joseph Boulliot, Biographie ardennaise ou Histoire des ardennais, Paris : Ledoyen, 1830, pp.239-240[6], mentionne qu'« octogénaire, [il] conserve le titre de musicien honoraire de la chapelle du roi et jouit d'une pension de retraite. »
- Cette pension est avérée : elle apparait dans la Liste générale des pensionnaires de l'ancienne liste civile (dressée en exécution de la Loi du 23 décembre 1831), Paris : Imprimerie royale, 1833, p.101[7] : « Chevalier, dit Navoigille (Joseph-Julien) , alto à la chapelle du roi, pension de 41 francs, avec l'observation : N'a pas touché le deuxième secours. »

## Œuvres
- Six Quatuors concertants pour deux violons, alto et basse, Paris : chez l'auteur, [s.d.].
- Six Romances et six rondeaux pour le piano forte ou harpe avec accompagnement de deux violons ad libitum, Bailleux, vers 1786.
- Six Sonates dont cinq, pour le piano forte avec accompagnements de deux violons et la sixième avec hautbois ou clarinette, Boyer, 1788[8].
- Il composa aussi la  musique du Te Deum républicain (ou Chant de victoire : dédié aux soldats françois, par J.F. Sobry, chanté pour la première fois dans le temple de la municipalité du dixième arrondissement du canton de Paris, 20 germinal an VII[9].

Au Théâtre de la Pantomime à  Paris, il composa la musique de :
- Les honneurs funèbres (ou Le tombeau des sans-culottes), de François Guillaume Ducray-Duminil, 1793,
- L’orage (ou Quel guignon) de Jean-Guillaume-Augustin Cuvelier de Trie, 1793,
- L’héroïne suisse (ou Amour et courage), de Cuvelier de Trie & J.-B.-A. Hapdé, 1798,
- La naissance de la pantomime,  de Cuvelier de Trie & J.-B.-A. Hapdé, 1798.